# New South Greenland

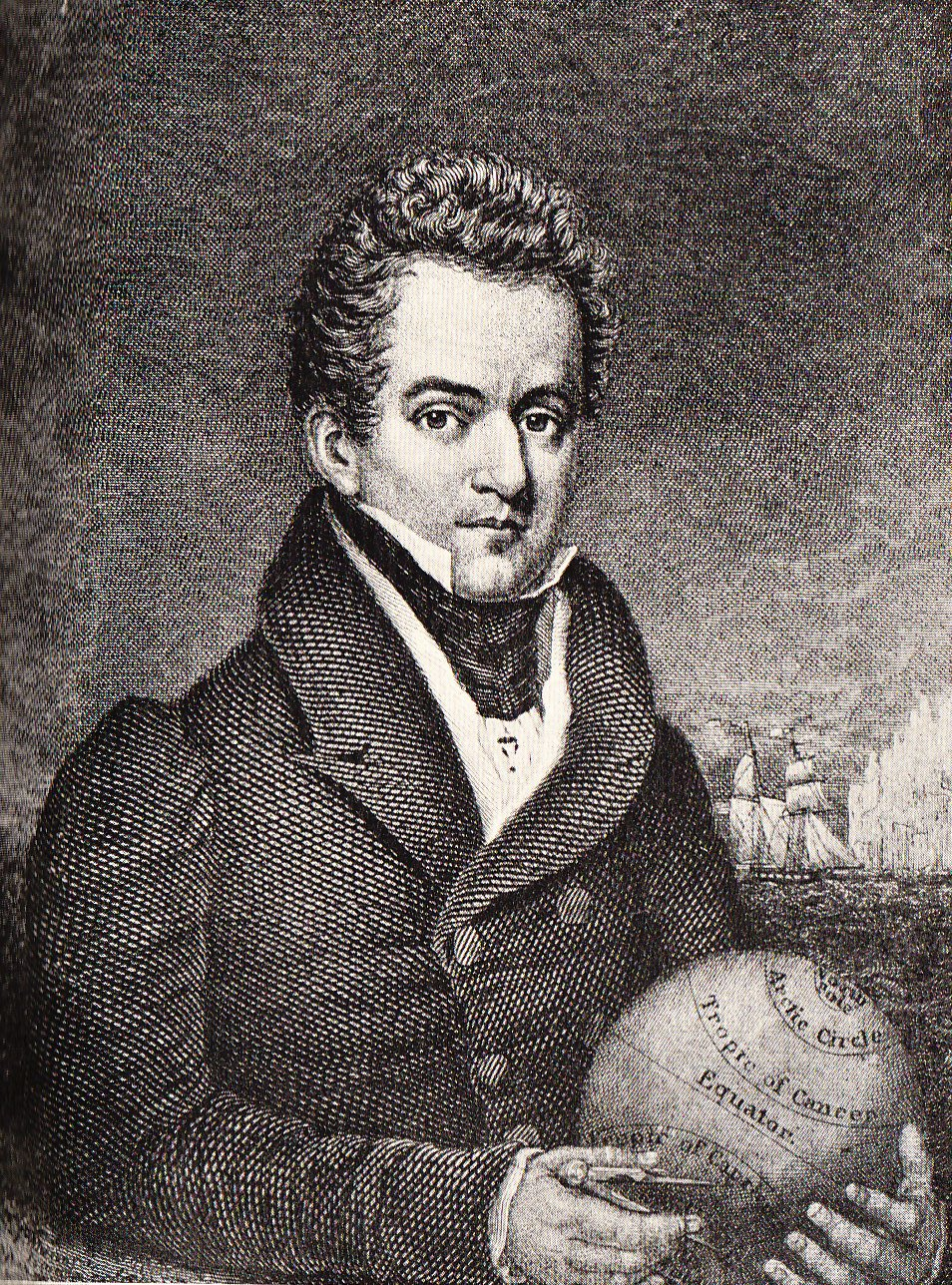
Benjamin Morrell (1832)

New South Greenland (zu deutsch Neu-Südgrönland, auch bekannt als Morrell-Insel oder Morrell-Land) ist eine Phantominsel im Südatlantik, die am 15. März 1823 durch den amerikanischen Kapitän und Forscher Benjamin Morrell an Bord seines Schoners Wasp gesichtet worden sein soll.

## Sichtung und Beschreibung durch Morrell

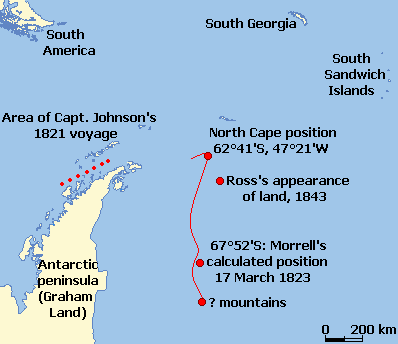
Karte mit dem von Morrell berichteten angeblichen Küstenverlauf (rote Linie).

Benjamin Morrell will am Nachmittag des 15. März 1823 gegen 15:30 Uhr erstmals Land auf der von ihm angegebenen Position gesichtet haben. Nach seinen Aufzeichnungen hielt er es für die Ostküste eines Landes, dessen Westküste zwei Jahre zuvor der damalige Kapitän der Wasp, Robert Johnson, entdeckt und als New South Greenland bezeichnet hatte. Das von Johnson gesichtete Land ist wahrscheinlich Teil der 1832 durch die Antarktis-Expedition unter John Biscoe entdeckten und Grahamland genannten Halbinsel bzw. ihrer vorgelagerten Inseln. Die Ostküste von Grahamland liegt aber mehrere hundert Kilometer weiter westlich als die Position von Morrells angeblicher Sichtung.
Am folgenden Tag hätten sich Morrell und die Wasp „ungefähr zwei Meilen von Land entfernt“ befunden. Am vierten Tag des Vorbeisegelns habe sein Schiff dann das Nordkap des Landes passiert. Morrell wollte unter anderem verschneite Berggipfel sowie „3000 See-Elefanten sowie 150 Seehunde“ ausgemacht haben. Die Insel beschrieb er jedoch als „freudloses Land“. Er bestimmte die Koordinaten der Nordspitze und schätzte die Länge der von ihm gesichteten Küstenlinie auf 300 Meilen (etwa 480 Kilometer). Um 22 Uhr am Abend des 19. März sei die Küste aus dem Sichtfeld des Schiffes verschwunden.

## Weitere Expeditionen

### Jules Dumont d’Urville (1838)
Der französische Seefahrer Jules Dumont d’Urville erreichte 1838 erstmals die Stelle, an der sich laut Morrell die Nordspitze von New South Greenland befinden sollte, ohne eine entsprechende Sichtung zu machen. Dies war der Anlass für erste Zweifel an der Richtigkeit von Morrells Behauptungen.

### James Ross (1843)
Der britische Polarforscher James Ross sichtete 1843 Land an einer Stelle nahe der von Morrell angegebenen Position. Diese Sichtung änderte jedoch nichts an der allgemein eher zweifelnden Haltung gegenüber Morrell.

### William Speirs Bruce (1903)
William Speirs Bruce kreuzte im Jahre 1903 mit seinem Schiff Scotia ebenfalls nahe der vermeintlichen Position von New South Greenland, äußerte sich aber trotz ausbleibender Sichtungen nicht zu dessen Nichtexistenz.

### Wilhelm Filchner (1912)

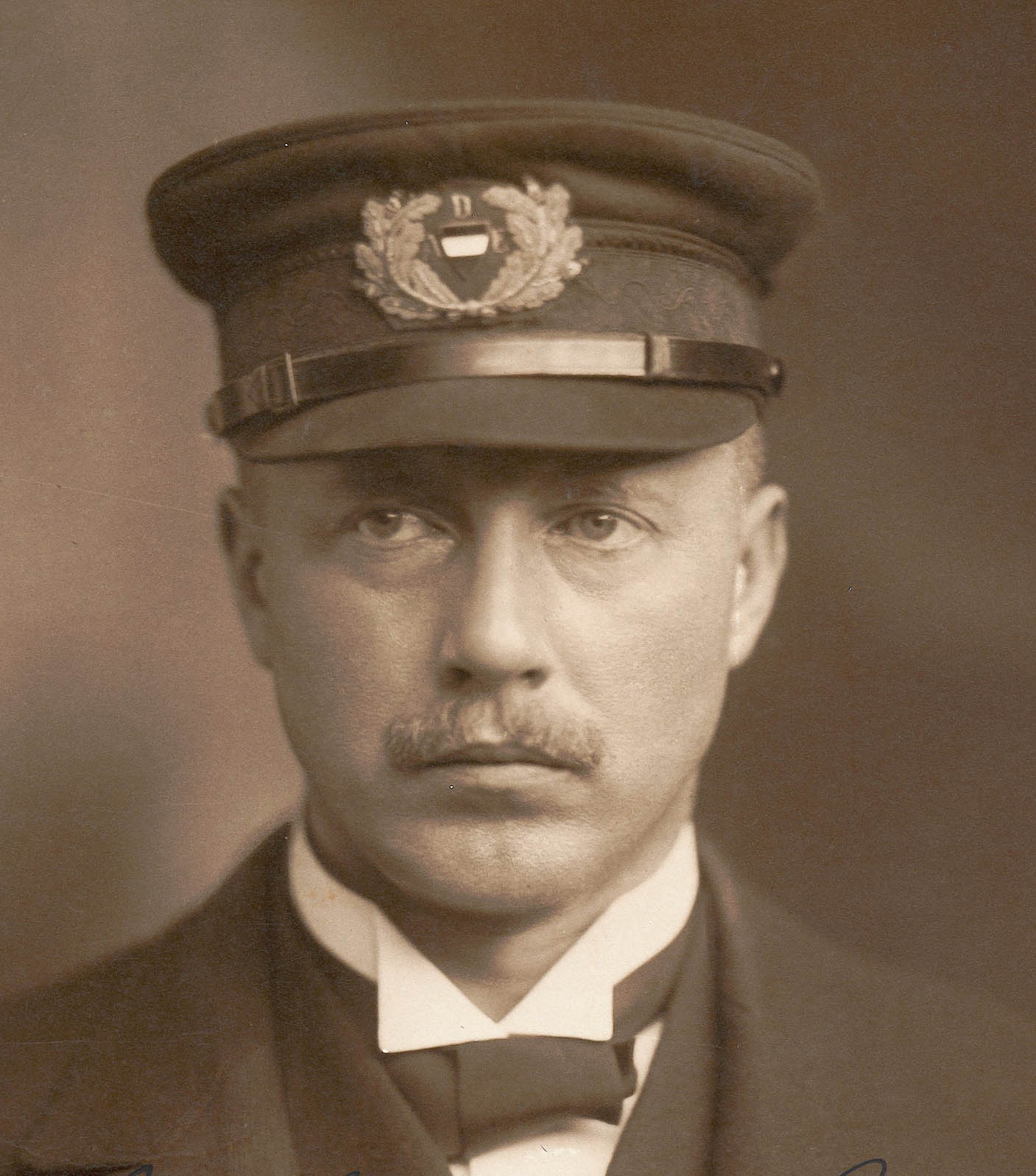
Wilhelm Filchner (1912)

Im Rahmen der Zweiten Deutschen Antarktisexpedition versuchten die Teilnehmer Wilhelm Filchner, Alfred Kling und Felix König, die Insel mit Hundeschlitten über das Packeis zu erreichen, während das als Basislager dienende Forschungsschiff Deutschland in einer Eisscholle eingefroren war. Die drei Männer verließen das Schiff am 23. Juni bei −35° C auf zwei Schlitten mit Vorräten für drei Wochen. Nach mehreren Tagen erfolgloser Suche auf 57 Kilometern zurückgelegter Strecke (exklusiv der Drift von 45 Kilometern) ergab eine Messung eine Meerestiefe von mindestens 1200 Metern maximal acht Kilometer von der errechneten Position der Insel entfernt. Nach insgesamt sieben Tagen kehrte die Gruppe zur Deutschland zurück.

### Ernest Shackleton (1915)
Der britische Polarforscher Ernest Shackleton, der mit seinem Schiff Endurance ebenfalls im Packeis eingeschlossen war, kam zum selben Ergebnis wie Filchner:

„Ich entschied, dass Morrell-Land auf die lange Liste der antarktischen Inseln und kontinentalen Küsten gesetzt werden muss, die sich in Eisberge aufgelöst haben.“

## Mögliche Gründe für den Irrtum
Benjamin Morrell ist für zahlreiche fragwürdige Reiseberichte und Inselsichtungen bekannt. So existieren auch die von ihm angeblich im Jahr 1825 gesichteten Inseln Byers und Morrell nicht. Morrell behauptete zudem, im Jahre 1822 die Bouvetinsel betreten zu haben; seine Beschreibung der Insel ist aber aus den Berichten von George Norris aus dem Jahr 1825 übernommen.
Morrells Buch A Narrative of Four Voyages, in dem die Sichtung beschrieben wird, erschien erst 1832, neun Jahre nach der Expedition, und wurde von einem Ghostwriter verfasst. W. J. Mills nimmt an, dass Morrell, dem es aufgrund der weit zurückliegenden Fahrt an Details mangelte, plausibel erscheinende Sichtungen in seinen Bericht eingefügt habe.
Verschiedene Wissenschaftler, die Morrells Berichte untersuchten, bezeichneten seine Angaben zu Position und Geschwindigkeit teils als unmöglich, teils als plausibel; manche seiner Behauptungen könnten also wahr, manche falsch sein.
Dem Autor Rupert Gould zufolge könnte Morrell auch seine Position falsch bestimmt haben. Dies würde mit einem Bericht Morrells übereinstimmen, wonach er nur über unzureichende Messinstrumente verfügte. Gould diskutiert auch, ob Morrell möglicherweise die sogenannte Foyn-Küste von Grahamland gesichtet haben könnte. Diese befindet sich allerdings etwa 350 Meilen (560 Kilometer) bzw. 14 Grad westlich der angeblichen Position von New South Greenland und könnte von den Südlichen Sandwichinseln aus nicht innerhalb von zehn Tagen erreicht werden.
Laut Filchner besteht auch die Möglichkeit einer Morrell täuschenden Luftspiegelung, etwa eines Eisbergs. Ähnliche Phänomene haben bereits zu mehreren Phantominseln in Polarregionen geführt, so etwa zu Keenan-Land, Crocker-Land oder Bradley-Land.